# Gerard Radnitzky
Gerard Radnitzky (født 2. juli 1921 – død 11. marts 2006) er en tjekkisk-født videnskabs- og politisk filosof. Han tog i 1955 sin filosofiske kandidateksamen fra Stockholms universitet, og i 1958 blev han Ph.d. i teoretisk filosofi fra Göteborgs Universitet. Siden 1968 har han været professor i videnskabsfilosofi ved universiteterne i Göteborg (1968-1972), Bochum (1972-1976) og Trier (1976-1989). Fra 1989 var han professor emeritus ved sidstnævnte. I 1981 blev han medlem af Académie Internationale de Philosophie des Sciences.
I 2002 tildeltes han det danske selskab Libertas Adam Smith pris, i hvilken forbindelse han forfattede et takkeskrift med titlen Den smithske liberalisme mod den kontinentale ikke-marxistiske antiliberalisme Arkiveret 7. marts 2005 hos  Wayback Machine.